# Grantley Berkeley

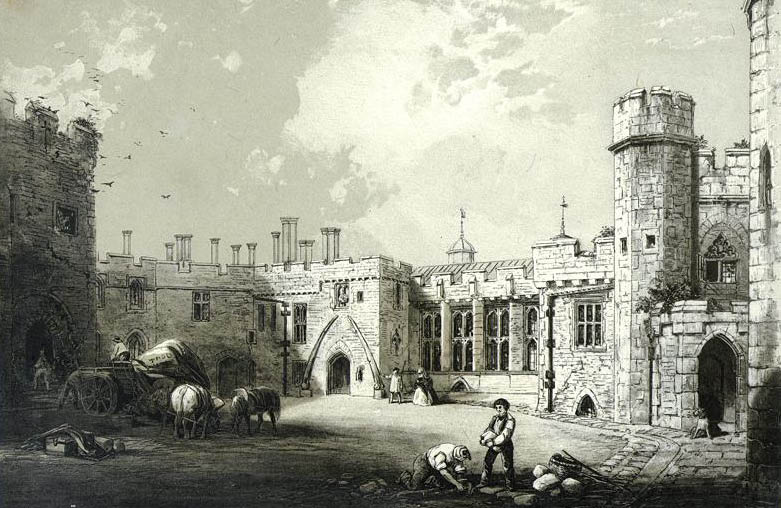
Berkeley Castle um 1850

George Charles Grantley Fitzhardinge Berkeley (* 10. Februar 1800; † 20. Februar 1881) war ein britisches Parlamentsmitglied mit literarischen Ambitionen.
Der sechste Sohn von Frederick Augustus Berkeley, 5. Earl of Berkeley absolvierte das Corpus Christi College und die Militärakademie Sandhurst. In der Folge diente er bei den Coldstream Guards und beim 82. Infanterieregiment Er vertrat 1822 bis 1852 West Gloucestershire im britischen Unterhaus und war Autor mehrerer Bücher.
Eine scharfe Kritik seines Buches Berkeley Castle in Fraser’s Magazine führte 1836 zu einem Duell zwischen Grantley Berkeley und William Maginn, dem Rezensenten.
Berkeleys vierbändige Erinnerungen: My Life and Recollections erschienen 1865–66.